# Indigofera basedowii
Indigofera basedowii är en ärtväxtart som beskrevs av Ernst Georg Pritzel. Indigofera basedowii ingår i släktet indigosläktet, och familjen ärtväxter.

## Underarter
Arten delas in i följande underarter:
- I. b. basedowii
- I. b. longibractea

## Bildgalleri

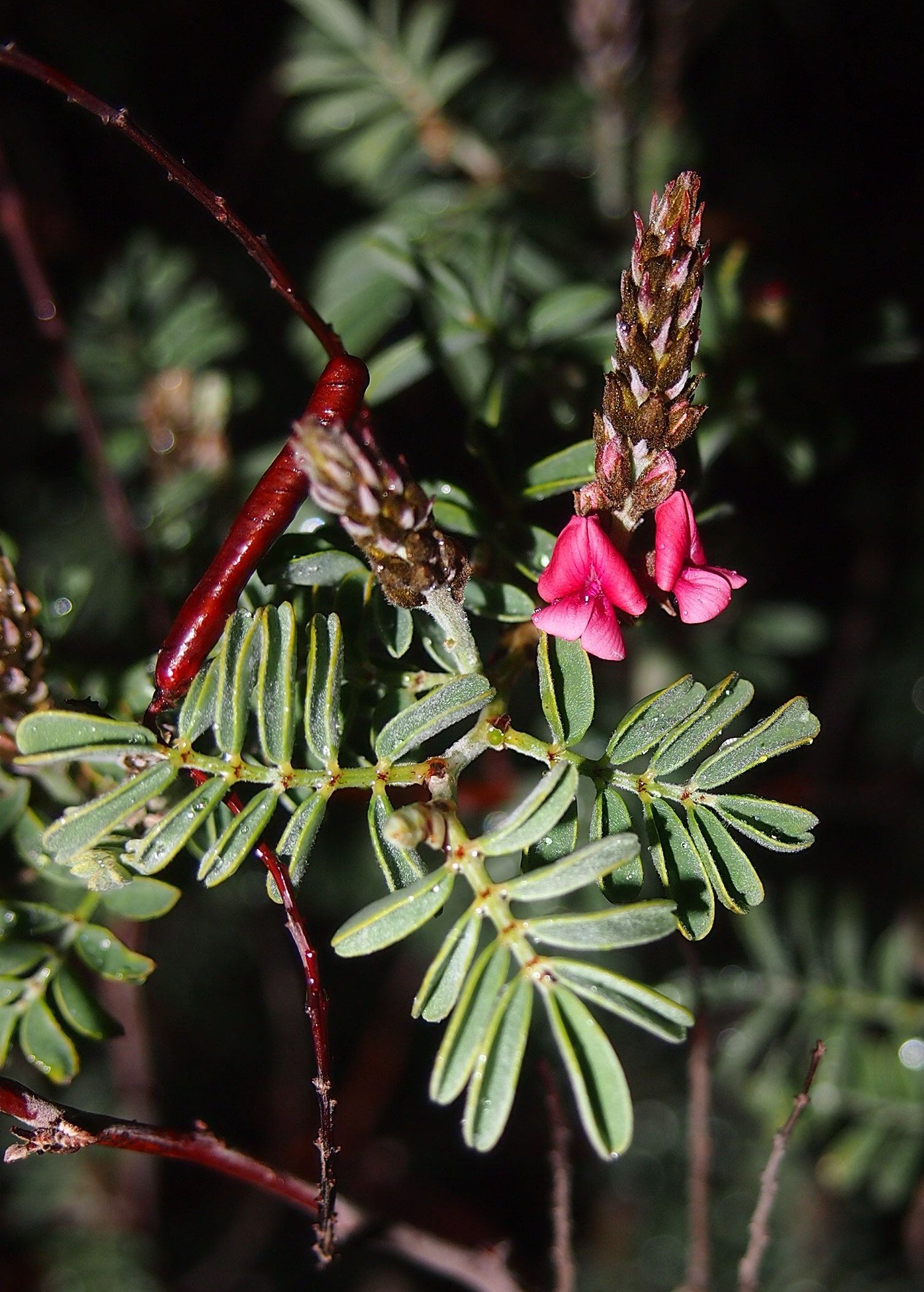
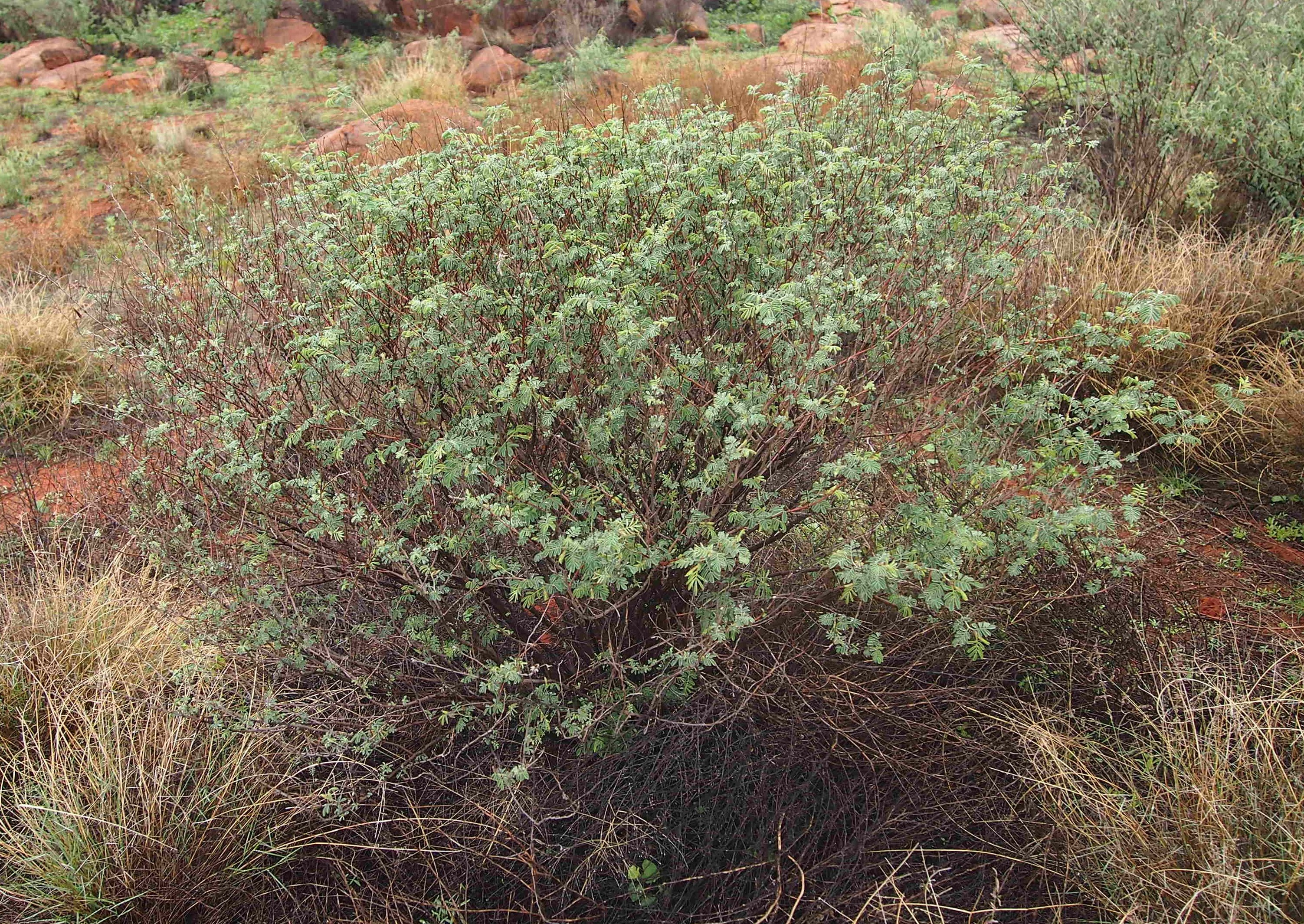
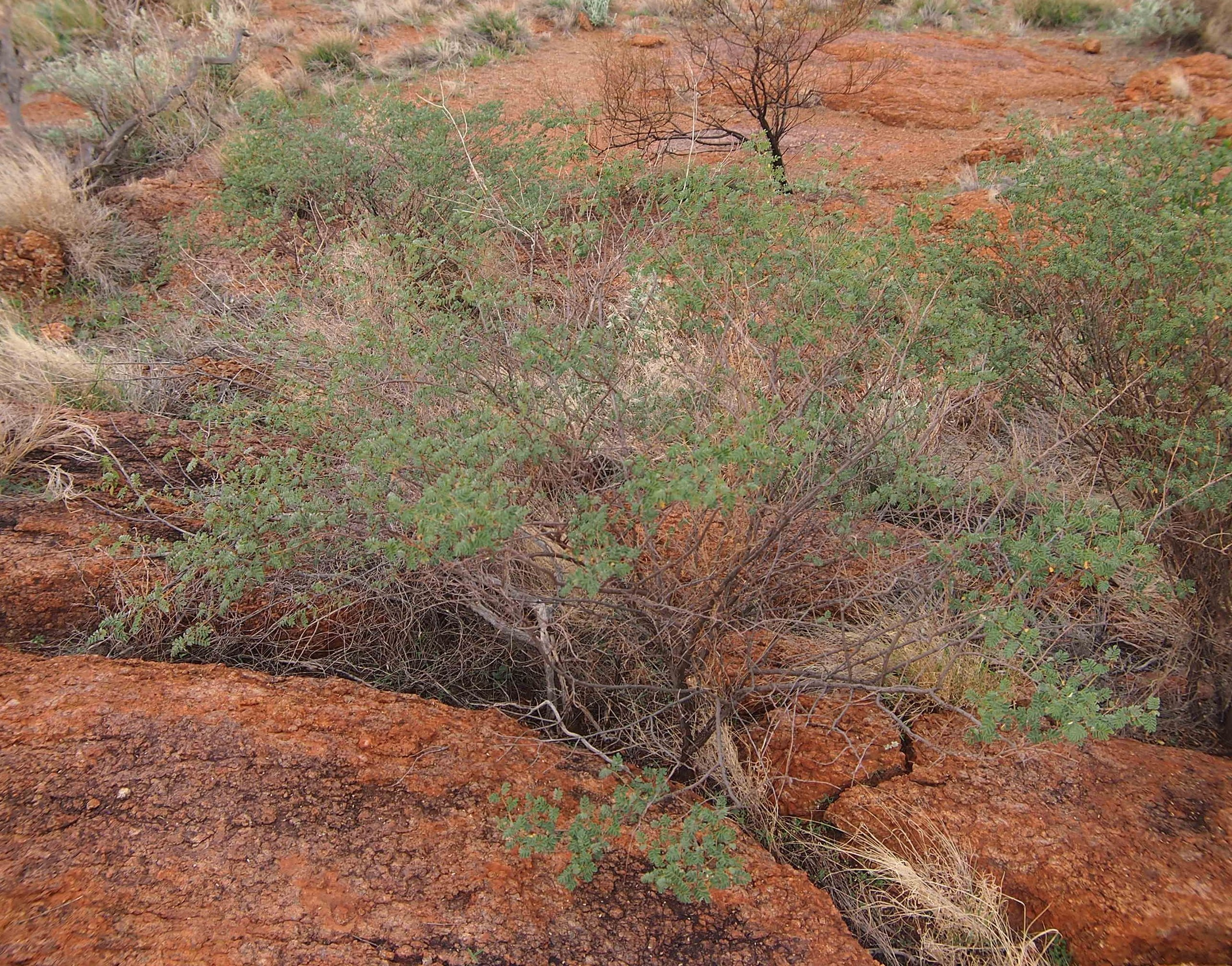
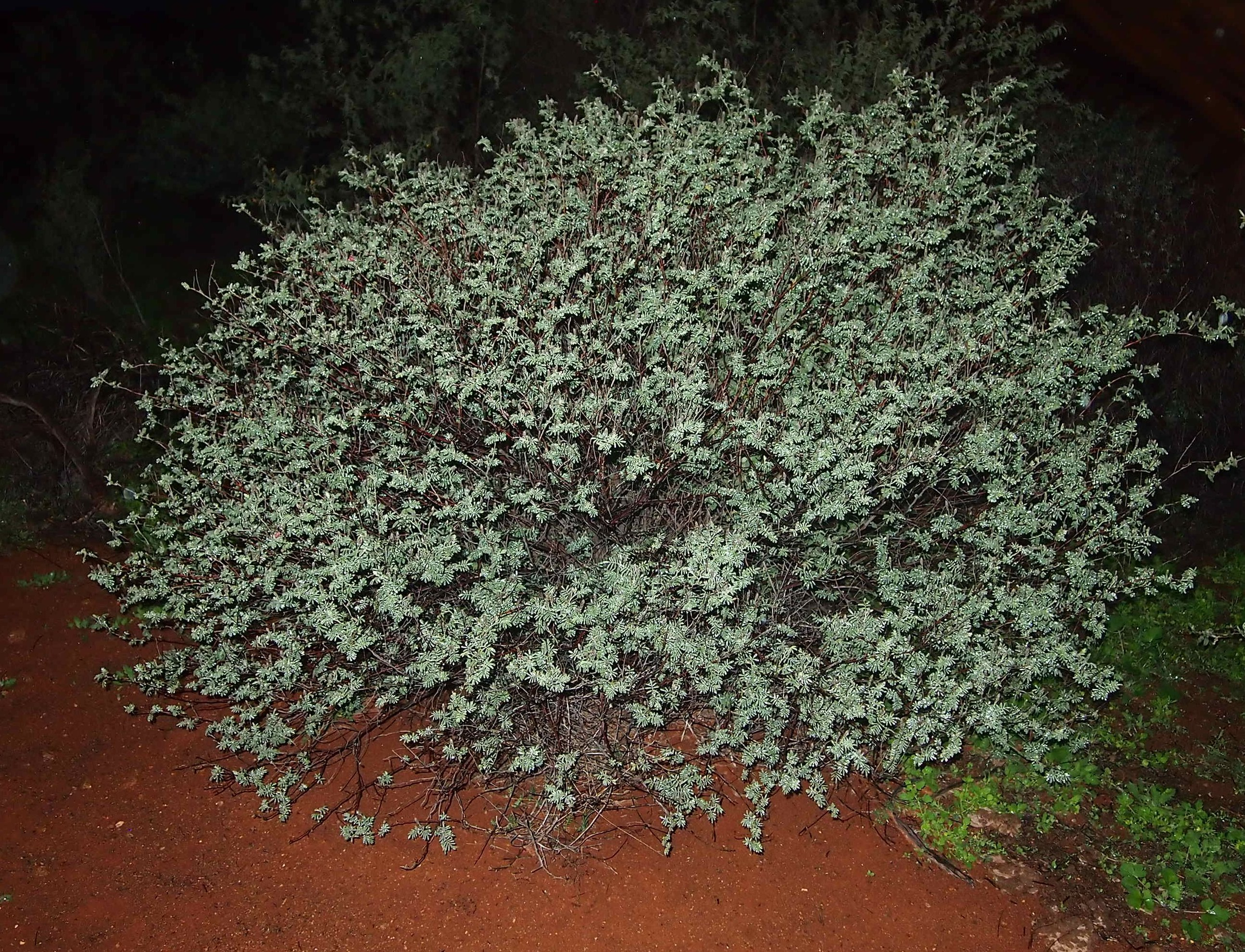